# 19476 Дендулурі
19476 Дендулурі (19476 Denduluri) — астероїд головного поясу, відкритий 21 квітня 1998 року.
Тіссеранів параметр щодо Юпітера — 3,346.